# Brandweerinformatiecentrum voor gevaarlijke stoffen
Het Brandweerinformatiecentrum voor gevaarlijke stoffen (BIG) is een VZW, gevestigd in de Vlaamse stad Geel. De organisatie verleent assistentie en advies bij problemen met gevaarlijke stoffen om zo bedrijven en overheden bij te staan in hun streven naar een betere en veiligere werk- en leefomgeving. 

## Historiek
BIG ontstond in 1979 na een aantal ernstige milieurampen midden jaren 70 als een pilotproject op basis van een samenwerking tussen de stad Geel (vertegenwoordigd door de lokale brandweer), de Katholieke Hogeschool Kempen en de Faculteit Toegepaste Wetenschappen van de Katholieke Universiteit Leuven. Het doel was een interventiegericht centrum omtrent gevaarlijke stoffen uit te bouwen voor hulpdiensten.

## Databank
BIG verzamelt en evalueert data van chemische stoffen en slaat deze op in een databank. Eén keer per jaar brengt ze een selectie uit van deze databank. Deze bestaat uit gevalideerde data over zo’n 20.000 stoffen en mengsels. Per stof of mengsel worden o.a. fysico-chemische eigenschappen, de gevaren en beheersmaatregelen, transportwetgeving en interventiewaarden weergegeven.

## Brandweerinterventieboek
Bij een incident is het belangrijk om zo snel mogelijk de stof te identificeren en de gepaste maatregelen te nemen. Informatie en communicatie spelen hierbij een cruciale rol. Daarom heeft BIG het Brandweerinterventieboek Gevaarlijke Stoffen op de markt gebracht. Het boek bundelt meer dan 1150 interventiekaarten voor de meest voorkomende stoffen.

## Emergency Response Service
BIG is dag en nacht telefonisch bereikbaar bij ongevallen met gevaarlijke stoffen. Bij een oproep kan BIG niet alleen informatie verstreken over de gevaren van chemische producten maar ook informatie omtrent de transportwetgeving of bijvoorbeeld de impact op het milieu. Door samen te werken met een tolkenbureau kunnen oproepen in elke taal beantwoord worden. 

## Safety Data Sheet / Veiligheidsinformatieblad
BIG stelt SDS'en (Safety Data Sheets) op conform de geldende wetgeving, op dit moment is dit Verordening (EG) nr. 1907/2006 (REACH, artikel 31 en Bijlage II). De veiligheidsinformatiebladen zijn verkrijgbaar in verschillende talen. Telkens wordt bij opmaak van een SDS in een vreemde taal rekening gehouden met de lokale wetgeving. 

## Consultancy
BIG levert advies omtrent milieu- of andere wetgeving betreffende gevaarlijke stoffen. Zo zijn ze gespecialiseerd in het advies geven omtrent CLP, REACH en transportwetgeving. 
BIG doet ook aan outsourcing waarbij het mogelijk is om transportexperts in te huren voor het vervullen van al de taken van een veiligheidsadviseur voor transport van gevaarlijke goederen (controles, opleidingen, rapportage, enz).

## Etikettering
Gevaarlijk producten die op de (Europese) markt gebracht worden dienen geëtiketteerd en verpakt te worden volgens de geldende nationale en EU-wetgevingen. Er wordt hierbij een onderscheid gemaakt tussen zuivere stoffen, gewone mengsels, aerosolen, biocides en gewasbeschermingsmiddelen. BIG stelt etiketten op volgens Verordening (EG) nr. 1272/2008 (CLP).
BIG stelt eveneens etiketten op voor detergenten volgens Verordening 648/2004/EG, alsook het gegevensblad voor medisch personeel en de lijst van bestanddelen bestemd voor publicatie zoals omschreven in Bijlage VII van de betreffende verordening.

## Opleiding
BIG voorziet opleidingen voor elk niveau. De opleidingen variëren van aan arbeiders op de werkvloer uitleggen hoe ze Product Veiligheidskaarten (WIK's) moeten interpreteren tot een uiteenzetting met workshop 'Hoe en waar informatiebronnen over gevaarlijke producten vinden?'
Opleidingen worden steeds op maat gemaakt en kunnen over volgende topics gaan.
- CLP
- REACH
- Veilig omgaan met gevaarlijke stoffen
- Gebruik van de databank
- Het opstellen en interpreteren van SDS'en volgens REACH
- Transport (o.a. ADR)